# Rollin M. Daggett

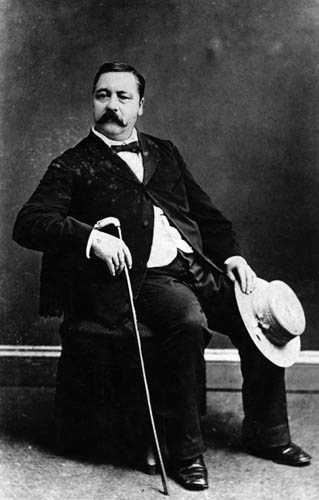
Rollin M. Daggett

Rollin Mallory Daggett (* 22. Februar 1831 in Richville, St. Lawrence County, New York; † 12. November 1901 in San Francisco, Kalifornien) war ein US-amerikanischer Politiker. Zwischen 1879 und 1881 vertrat er den Bundesstaat Nevada im US-Repräsentantenhaus.

## Frühe Jahre
Im Jahr 1837 zog Rollin Daggett mit seinem Vater in das nordwestliche Ohio. Er besuchte die Schulen in Defiance. Dort machte er auch eine Lehre im Druckereigewerbe. 1849 schloss er sich dem Goldrausch an und zog nach Kalifornien. Bis 1852 schürfte er nach Gold. Im Jahr 1860 gründete er zusammen mit einigen Partnern die Zeitung „San Francisco Mirror“, die dann mit dem „San Francisco Herald“ fusionierte.

## Politische Laufbahn
Im Jahr 1862 zog Daggett in das Nevada-Territorium, wo er sich in Virginia City niederließ. Politisch wurde er Mitglied der Republikanischen Partei. Im Jahr 1863 saß er im territorialen Regierungsrat. Im Jahr 1864 war er auch an der Herausgabe der Zeitung „Territorial Enterprise“ beteiligt. Zwischen 1867 und 1876 war er Protokollist am Bundesbezirksgericht.
Bei den Kongresswahlen des Jahres 1878 wurde Rollin Daggett in das US-Repräsentantenhaus in Washington, D.C. gewählt. Dort löste er am 4. März 1879 Thomas Wren ab. Zwei Jahre darauf unterlag er George Williams Cassidy, dem Kandidaten der Demokratischen Partei. Damit konnte er bis zum 3. März 1881 nur eine Legislaturperiode im Kongress absolvieren.
Am 1. Juli 1882 wurde Daggett als Nachfolger von James M. Comly zum amerikanischen Gesandten im Königreich Hawaiʻi ernannt. Dieses Amt übte er bis zum 10. April 1885 aus. Danach widmete er sich in San Francisco dem Zeitungsgeschäft. Dort ist Rollin Daggett am 12. November 1901 auch verstorben.